# Köthen (Anhalt)
Köthen település Németországban, azon belül Szász-Anhalt tartományban. Lakosainak száma 24 974 fő (2023. december 31.).

## Népesség
A település népességének változása:
| Lakosok száma | 28 243 | 26 384 | 26 157 | 25 911 | 24 876 | 25 116 | 24 974 |
|               | 2010   | 2014   | 2017   | 2019   | 2021   | 2022   | 2023   |

## Híres emberek
- Itt született Ambrose Godfrey angol-német gyógyszerész, kémikus és feltaláló (1660–1741)
- Itt született August Klughardt német zeneszerző és karmester (1847–1902)